# هوستون (بازیگر پورنوگرافی)
هوستون (انگلیسی: Houston؛ زاده ۲۴ مارس ۱۹۶۹) بازیگر پورنوگرافی اهل ایالات متحده آمریکا است.